# Simone Bianchi (football)
Pour les articles homonymes, voir Simone Bianchi et Bianchi.
Simone Bianchi (né le 7 août 1971) est un ancien international de football saint-marinais. Il compte deux sélections avec la Sanazionale. 
Il a effectué l'essentiel de sa carrière avec Folgore Falciano, club évoluant au sein du championnat national de Saint-Marin. En 2003, il quitta Folgore pour rejoindre Juvenes / Dogana évoluant en championnat régional italien. Il retourner enfin à Folgore pour la saison 2005/2006. En 2001, il fit partie de la première équipe saint-marinaise à disputer un match en Coupe UEFA.

## Carrière
| Saison  | Club                | Matches | Buts |
| ------- | ------------------- | ------- | ---- |
| 2006/07 | SS Folgore/Falciano | 15      | 3    |
| 2005/06 | SS Folgore/Falciano | -       | -    |
| 2004/05 | AC Juvenes/Dogana   | -       | -    |
| 2003/04 | AC Juvenes/Dogana   | -       | -    |
| 2002/03 | SS Folgore/Falciano | -       | 2    |
| 2001/02 | SS Folgore/Falciano | -       | 3    |
| 2000/01 | SS Folgore/Falciano | 14      | 3    |
| 1999/00 | SS Folgore/Falciano | -       | 6    |

## Palmarès
- 2 sélections avec les A de Saint-Marin[1]
- Première sélection le 9 octobre 1996
- 2 matchs en Coupe UEFA.
- Champion de Saint-Marin 1997, 1999 et 2000 (Folgore).
- Vice-champion 1998 et 2001 (Folgore).
- Finaliste de la Coupe nationale en 2000 (Folgore).
- Vainqueur du Trophée fédéral en 1997 et 2000.